# Mirian Goldenberg

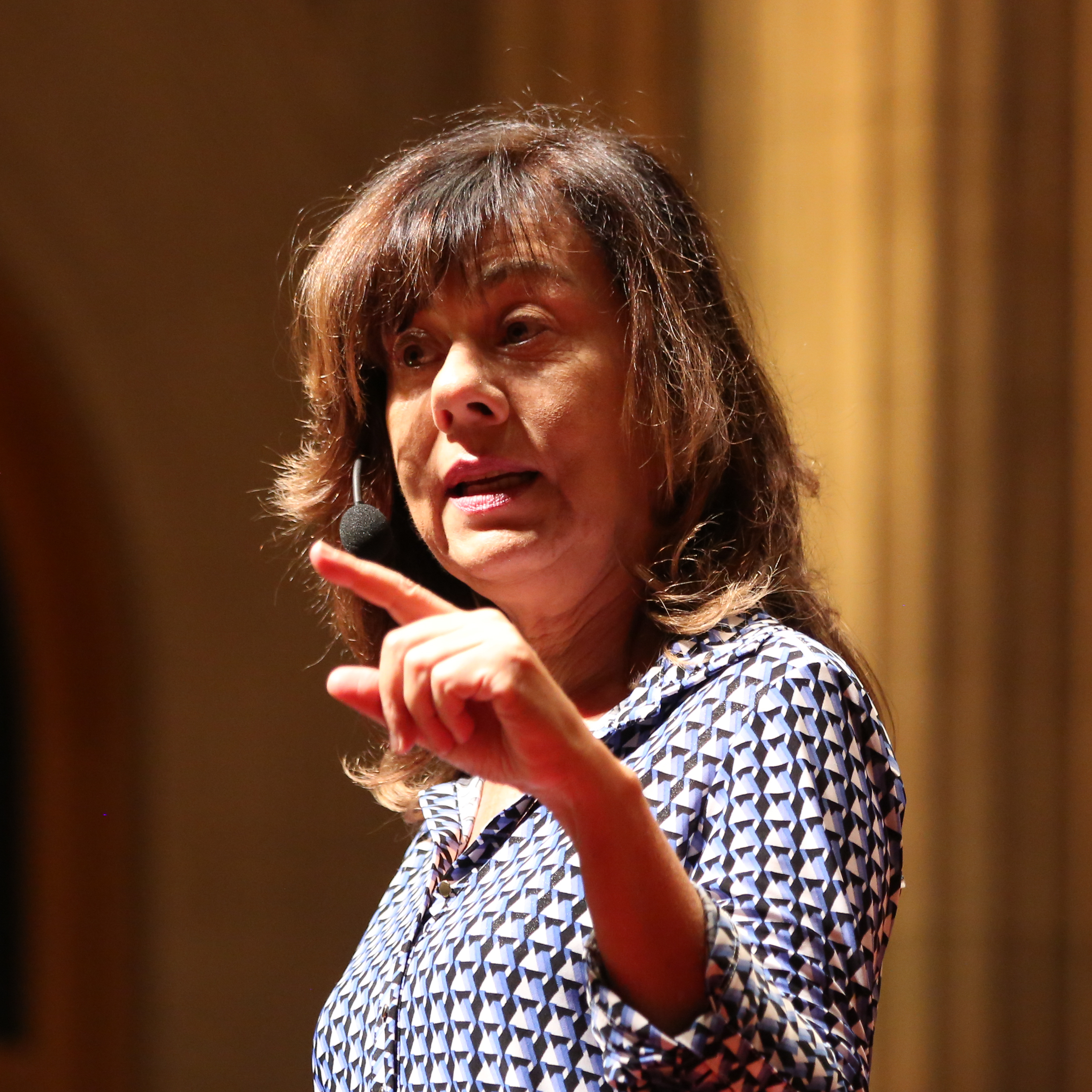
Mirian Goldenberg

Mirian Goldenberg (* 1957 in Santos, Bundesstaat São Paulo) ist eine brasilianische Sozialanthropologin und Hochschullehrerin an der Bundesuniversität von Rio de Janeiro.

## Leben
Mirian Goldenberg stammt aus dem Bundesstaat São Paulo. Sie studierte zunächst von 1974 bis 1977 an der Päpstlichen Katholischen Universität von São Paulo und übersiedelte 1978 nach Rio de Janeiro, wo sie bis 1980 an der Päpstlichen Katholischen Universität von Rio de Janeiro studierte und den Magister in Erziehungswissenschaften erhielt. 1988 nahm sie ein Studium der Sozialanthropologie an der Universidade Federal do Rio de Janeiro auf und promovierte 1994 mit der Dissertation Toda Mulher é Meio Leila Diniz: gênero, desvio e carreira artística. Dort erhielt sie auch ihre Lehrberechtigung und ist seitdem am dortigen Institut für Philosophie und Sozialwissenschaften (IFCS/UFRJ), Fachbereich Kulturanthropologie tätig.
Des Weiteren ist sie journalistisch als Kolumnistin bei der Folha de S. Paulo präsent und hat sich bei der deutschen Zeit mit der wöchentlichen Kolumne Die WM und ich als Brasilianerin einen Namen gemacht. In deutscher Übersetzung ist 2014 das Werk Untreu: Beobachtungen einer Anthropologin über Zweierbeziehung und Untreue erschienen.

## Schriften
Seit Mitte der 1980er Jahre veröffentlichte Mirian Goldenberg eine Vielzahl von wissenschaftlichen Beiträgen in Publikationen wie z. B. Psicologia Clínica, Revista estudos feministas, Saúde e Sociedade. Mit Stand 2014 beträgt ihr h-Index: 22.
Ihre Forschungs- und Veröffentlichungsschwerpunkte liegen bei Geschlechterforschung, Familie und Ehe, Sexualität, Körper und Mode, Lebenslauf und Erinnerung, Urbane Anthropologie – insbesondere die von Rio de Janeiro, Massenmedien sowie Devianz.
Monographien
- Toda mulher é meio Leila Diniz. (Editora Record, 1995; Best Bolso, 2008)
- A Outra. (Editora Record, 1997; BestBolso, 2009)
- A arte de pesquisar: como fazer pesquisa qualitativa em ciências sociais. (Editora Record, 1997) (Digitalisat. PDF; 2,2 MB)
- De Perto Ninguém é Normal. (Editora Record, 2004)
- Infiel: notas de uma antropóloga. (Editora Record, 2006)
  - Deutsche Ausgabe: Untreu: Beobachtungen einer Anthropologin. Aus dem Portugiesischen von Mechthild Blumberg. UVK Verlagsgesellschaft, Konstanz/München 2014, ISBN 978-3-86764-478-5[2]
- Coroas: corpo, envelhecimento, casamento e infidelidade. (Editora Record, 2008)
- Noites de Insônia: cartas de uma antropóloga a um jovem pesquisador. (Editora Record, 2008)
- Por que homens e mulheres traem? (Ed. BestBolso, 2010)
- Intimidade. (Editora Record, 2010)
- Tudo o que você não queria saber sobre sexo. Mit Adão Iturrusgarai. (Editora Record, 2012)
- A bela velhice. (Editora Record, 2013)
- Homem não chora. Mulher não ri. (Nova Fronteira, 2013)

Sammelwerke
- Os novos desejos. (Editora Record, 2000)
- Nu & Vestido. (Editora Record, 2004)
- O corpo como capital. (Ed. Estação das Letras e Cores, 2007)
- Corpo, envelhecimento e felicidade. (Ed. Civilização Brasileira, 2011)
- Velho é lindo! (Ed. Civilização Brasileira, 2016)